# King Crimson
King Crimson is een Britse rockband rond gitarist Robert Fripp. De band werd opgericht in 1969 en geldt als een van de grondleggers van de progressieve rock. De carrière van de band wordt regelmatig onderbroken door wisseling van personeel; ook wordt de groep regelmatig opgeheven om even regelmatig weer van start te gaan. De albums genoemd onder de MK-secties zijn de studioalbums.

## Geschiedenis

### Bezetting 1968-1969
De eerste versie van King Crimson was een feit toen Greg Lake in december 1968 naar Londen verhuisde na een verzoek van Michael Giles en Fripp. Zij zaten als geraamte van Giles, Giles & Fripp met Ian McDonald zonder basgitarist en zanger. Begin januari 1969 werd definitief het startsein gegeven voor de band. Peter Sinfield werd gevraagd de teksten te leveren en werd ook ingeschakeld voor de lichteffecten bij live-optredens. Het eerste concert vond plaats op 9 april 1969 in Londen. De samenstelling was als volgt:
- Robert Fripp - gitaar
- Greg Lake - basgitaar en zang
- Ian McDonald - fluit, saxofoon, mellotron en zang
- Michael Giles - drums
- Peter Sinfield - teksten en lichtshow

De band werd genoemd naar een al gereed zijnde compositie The Court of The Crimson King. De muziek leunde zwaar op de mellotron.
De groep brak echt door toen zij in het voorprogramma van de Rolling Stones, op 5 juli 1969 gratis optraden in Hyde Park, Londen. De schattingen van het aantal toeschouwers lopen uiteen van 250.000 tot 500.000. De opnamen voor het eerste album waren op dat moment al begonnen; op 12 juni 1969 werd in de studio een versie opgenomen van 21st Century Schizoid Man; deze laten een melodieuze en tegelijk deels improviserende groep horen. Het enige album dat de groep in deze samenstelling afleverde is In the Court of the Crimson King. Het werd later gezien als een standaardwerk binnen de progressieve rock en is tevens een standaardwerk voor liefhebbers van de klanken van de mellotron. Het album was een succes doordat muziek, teksten, maar ook hoesontwerp geheel bij elkaar aansloten.

### Tussenperiode
Nadat In the Court of the Crimson King werd uitgegeven viel King Crimson uit elkaar. Zowel McDonald als Giles besloten de groep te verlaten, terwijl Lake aankondigde te zullen vertrekken zodra de opnamen voor het volgende album In the Wake of Poseidon zouden zijn voltooid om samen met Keith Emerson (van The Nice) een nieuwe band te vormen (spoedig bekend als Emerson, Lake & Palmer). Fripp zocht een nieuwe bezetting bij elkaar die, behalve tekstschrijver Sinfield en hijzelf, bestond uit Gordon Haskell (bas en zang), Mel Collins (saxofoon en fluit) en Andy McCulloch (drums). Aangevuld met een aantal gastmuzikanten, onder wie zanger Jon Anderson (Yes) en pianist Keith Tippett, werd einde 1970 het derde album Lizard opgenomen.

### Bezetting 1971-1972
Na Lizard bestond de kern van King Crimson alleen nog uit Fripp, Sinfield en Collins; er moest dus gezocht worden naar musici. Ian Wallace herinnert zich in 2000 bij het uitkomen van een fanclub-cd het volgende: Hij woonde een tijdlang in een appartement dat eigendom was van Keith Emerson. Emerson zat ook bij EG-Management en vernam dat King Crimson een drummer zocht; hij solliciteerde en werd aangenomen. Toen die beslissing viel hoorde hij pas dat het nog onzeker was dat King Crimson verder zou gaan. Als zanger werd Boz Burrell aangenomen. Toen nog op zoek naar een bassist; die werd al snel gevonden. Die liet echter weten geen belangstelling meer te hebben en King Crimson moest opnieuw zoeken. De basgitaar lag er echter nog en Boz begon eraan te plukken. Fripp, Sinfield, Collins en Wallace dachten: iets is beter dan niets en Boz werd dus de bassist.
De samenstelling van de groep bleek niet optimaal; de heren zaten niet allemaal op de juiste plaats. Fripp en Sinfield begonnen erg de baas te spelen. De rest zat er een beetje treurig bij als de opnamen klaar waren. De bom barstte toen Mel Collins met een compositie aankwam, maar Fripp deelde mee een veel betere compositie te hebben en wees de compositie van Collins af. In januari 1972 viel het doek voor deze versie van King Crimson; al eerder was Sinfield door Fripp de laan uitgestuurd. De teksten aangeleverd door Sinfield vielen niet meer goed bij Fripp. Er stond echter nog een tournee in de Verenigde Staten op het programma. De liveopnamen van deze tournee geven een beeld dat de heren muzikaal prima met elkaar overweg konden. Aan het eind van die tournee kon Fripp weer opnieuw beginnen.

### Bezetting midden 1972-1974
Al in juli 1972 slaagde Fripp er echter in wederom een nieuwe bezetting samen te stellen, bestaande uit Bill Bruford (drums, ex-Yes), John Wetton (zang en bas, ex-Family) die later ook bekend werd van de bands Asia en U.K.,  David Cross (viool en toetsen) en Jamie Muir (percussie). Als nieuwe tekstschrijver werd Richard Palmer-James aangetrokken. Dit zou de meest stabiele bezetting van KC tot dan toe worden; met uitzondering van Muir, die in 1973 vertrok, bleven de leden drie albums lang bij elkaar. Op het eerste hiervan, Larks' Tongues in Aspic uit 1973, sloeg KC een meer experimentele richting in dan ooit. Waar de eerste albums vaak gedomineerd werden door het bombastische geluid van de mellotron stond bij het nieuwe KC virtuositeit voorop dat zich uitte in subtiliteit in zowel ballads als stevige nummers. Deze richting kreeg een vervolg op de opvolger Starless and Bible Black uit 1974. Dit album bestaat uit liveopnamen uit onder andere Amsterdam, najaar 1973, en is later in de studio bewerkt. Datzelfde jaar verscheen het album Red. Hoewel Cross de band toen al verlaten had is hij op het album nog wel te horen, net als oud-leden Collins en McDonald, waarvan de laatste van plan was om permanent terug te keren bij de band.
Ondanks het grote artistieke succes van de laatste drie albums, de terugkeer van medeoprichter McDonald en het vertrek van Cross, die om onduidelijke redenen als zwakke schakel in de band werd beschouwd, besloot Fripp later dat jaar de groep te ontbinden. In 1975 verscheen nog het album USA met liveopnamen uit 1974. Op deze opnamen werd het vioolspel van David Cross in de studio vervangen door dat van Eddie Jobson. De leden van KC gingen ieder hun weg. McDonald richtte Foreigner op, Collins dook in 1977 op in Camel, Wetton vertrok naar Uriah Heep, en later Wishbone Ash, U.K. en Asia. Bruford vormde de band Bruford, en later U.K.. Fripp werkte samen met Brian Eno en speelde daarnaast op platen van David Bowie, Peter Hammill en Peter Gabriel. Cross verdween in het anonieme sessiecircuit om pas in de jaren 80 weer op te duiken met eigen platen.

### Bezetting 1981-1984
Na zeven jaar stilte vond Robert Fripp weer de gelegenheid King Crimson nieuw leven in te blazen. Uit de vorige formatie bleef Bill Bruford op drums spelen, maar kwamen Adrian Belew (gitaar en zang) en Tony Levin de groep versterken. Levin speelde dan al een aantal jaren bij Peter Gabriel, maar trad onder andere ook op bij Alice Cooper; Belew kwam vanuit de band van Frank Zappa, David Bowie en Talking Heads. De Mellotron verdween geheel en de muziek werd een stuk ritmischer.
King Crimson was in de MK3-bezetting enorm populair en men voelde dan ook grote druk op dezelfde manier door te gaan, terwijl juist Bruford steeds vernieuwingen wenste. Om onder die druk uit te komen, begon men concerten te geven onder de naam Discipline; ook het eerste in die samenstelling opgenomen album zou zo heten. De invloed van Belew was in Discipline nog matig. Na de tournee voor dat album gingen de heren begin 1982 opnieuw de studio in. De opnamen verliepen niet van een leien dakje. Belew eiste steeds meer invloed en ontpopte zich als leider van de band. Dat was tegen het zere been van Fripp, die tijdens de opnamen wegliep. Dit had het einde kunnen zijn van MK4. Fripp kwam echter na een aantal dagen weer terug en Beat werd opgenomen. Fripp vond het album slechter dan Discipline, terwijl Belew het tegendeel vond. Fripp heeft zich niet bemoeid met de mix van het album. De tournee die op Beat volgde, liet van die meningsverschillen niets horen, King Crimson was goed op elkaar ingespeeld.
Zodra men echter weer de studio in moest voor de opnamen van het volgende album, was het weer hommeles. Belew had zijn draai gevonden en eiste meer royalty's, aangezien hij nu het merendeel van de composities schreef en inmiddels ook op het podium het middelpunt was. Tot tweemaal toe startten de opnamen begin 1983. In Bearsville en ook in Champaign-Urbana lukte het niet (meer). Opnieuw dreigde King Crimson uit elkaar te vallen. Pas eind 1983 gingen de heren de studio in en in 1984 kwam Three of a Perfect Pair uit. Dat bleek uiteindelijk de zwanenzang voor deze samenstelling te zijn. Na één tournee was het afgelopen. Een nieuwe stilteperiode diende zich eind 1984 aan rond King Crimson.

### Bezetting 1994-1997
Na het uiteengaan van de band bleef het een hele tijd stil rond King Crimson. In 1991 probeerden Fripp en Belew weer een nieuwe King Crimson op poten te zetten, maar de vier leden hadden zo hun eigen problemen en werkzaamheden:
- Fripp probeerde de rechten van hun eerste albums terug te krijgen. De platenfirma (en hun oude management) EG-Records dreigde failliet te gaan en Fripp probeerde te redden wat er te redden viel;
- Belew probeerde naast King Crimson een solocarrière van de grond te krijgen;
- Bruford zat ook in een strijd verwikkeld met EG;
- Levin toerde frequent met Peter Gabriel;
- Trey Gunn en Fripp namen albums op met David Sylvian.

Op 7 januari 1994 werd de intentie uitgesproken opnieuw te beginnen en op 18 april 1994 was het dan zover: het dubbeltrio was geboren met Fripp, Belew, Gunn, Levin, Mastelotto en Bruford. Zij borduurden verder op de Discipline- en Red-periode. Het eerste resultaat was de ep VROOOM. In deze periode werd er door de heren ook in kleiner verband gemusiceerd en wel onder de naam ProjeKcts.

### Bezetting 2000-2004
Ook het dubbeltrio hield geen stand. In 1997 verlieten Bruford en Levin de groep. Die bestond vanaf dat moment uit Fripp, Belew, Gunn en Mastelotto. Eind 2003, tijdens de tournee werd Gunn vervangen door Levin.

### Bezetting 2014-heden
De meest recente samenstelling van de groep is:
- Robert Fripp - gitaar, soundscapes, elektrische piano, mellotron, keyboards, en diverse andere (1969-)
- Mel Collins - saxofoon, fluit en mellotron (1970-1972; 2013-)
- Tony Levin - basgitaar, Chapman Stick, contrabas en zang (1981-1999; 2003-)
- Pat Mastelotto - drums en percussie (1994-)
- Gavin Harrison - drums (2007-)
- Jakko Jakszyk - zang en gitaar (2013-)
- Bill Rieflin - drums (2013-2020)

Sinds ongeveer het jaar 2000 treden enkele oud-leden van King Crimson, onder wie McDonald, Collins, Michael en Peter Giles, op onder de naam The 21st Century Schizoid Band.

## Bootlegs
Robert Fripp heeft zich altijd verongelijkt gevoeld bij het fenomeen bootlegs; wel muziek maken en schrijven maar geen royalty's krijgen. Vanaf midden jaren 90 van de 20e eeuw, toen de cd definitief doorbrak, reisde Fripp tijdens tournees stad en land af en bezocht menige (tweedehands)platenzaken en kocht die bootlegs op. Hij probeerde de "eigenaar" te achterhalen. Indien hij deze vond kocht hij het restant op; bewerkte de opnamen om ze gereed te maken voor cd en bracht ze uit in de DGM Collector's Club, later King Crimson Collector's Club (KCCC). Ook privéopnamen werden in die serie uitgebracht. Liefhebbers konden zich laten inschrijven bij DGM om voor te financieren en te verzamelen. De eerste in de serie kwam uit in 1998. De geluidskwaliteit van de opnamen is wisselend, maar ze geven (zeker in het begin van de band) een beeld van een beginnende en gedeeltelijk improviserende groep muzikanten. De serie begint met Live at the Marquee.

## Discografie

### Reguliere uitgaven
| Titel                                     | Studio of live        | Opnamedata              | Verschijningsdatum |
| ----------------------------------------- | --------------------- | ----------------------- | ------------------ |
| In the Court of the Crimson King          | studio                | juni-oktober 1969       | oktober 1969       |
| In the Wake of Poseidon                   | studio                | maart-mei 1970          | mei 1970           |
| Lizard                                    | studio                | augustus-september 1970 | december 1970      |
| Islands                                   | studio                | 1971                    | december 1971      |
| Earthbound                                | live                  | februari/maart 1972     | zomer 1972         |
| Larks' Tongues in Aspic                   | studio                | januari/februari 1973   | maart 1973         |
| Starless and Bible Black                  | live/studio           | januari 1974            | maart 1974         |
| Red                                       | studio                | juli/augustus 1974      | november 1974      |
| USA                                       | live                  | juni 1974               | 1975               |
| Discipline                                | studio                | 1981                    | september 1981     |
| Beat                                      | studio                | 1982                    | juni 1982          |
| Three of a Perfect Pair                   | studio                | 1983                    | maart 1984         |
| VROOOM                                    | studio (ep)           | mei 1994                | najaar 1994        |
| THRAK                                     | studio                | oktober-december 1994   | april 1995         |
| The Night Watch                           | live                  | 23 november 1973        | december 1997      |
| Absent Lovers                             | live                  | 11 juli 1984            | juli 1998          |
| B'Boom Live in Argentina                  | live                  | 6-16 oktober 1994       | september 1995     |
| THRaKKaTaK                                | live                  | oktober 1995            | juni 1996          |
| VROOOM VROOOM                             | live                  | 2-4 augustus 1996       | oktober 2001       |
| The ConstruKction of Light                | studio                | 2000                    | mei 2000           |
| Heavy ConstruKction                       | live                  | mei-juli 2000           | december 2000      |
| Level Five                                | studio (ep)           | 2002                    | 2002               |
| Happy with what you have to be happy with | studio (ep)           | 2002                    | 10-2002            |
| The Power to Believe                      | studio                | 2002/2003               | maart 2003         |
| EleKtriK: Live in Japan                   | live                  | april 2003              | najaar 2003        |
| 40th anniversary tour box                 | studio + audiocuriosa | 1969 en later           | 2008               |
| The elements of King Crimson              | verzamel              |                         | 2014               |
| Live at the Orpheum                       | live                  | 2014                    | 2015               |
| Live in Toronto                           | live                  | 2015                    | 2016               |

### Discografie fanclubuitgaven
P1-P4 staat voor opnamen van de ProjeKcts.
| Nummer in reeks      | Titel                      | Opnamedata               | Studio of live |
| -------------------- | -------------------------- | ------------------------ | -------------- |
| KCCC01               | Live at the Marquee        | mei-juli 1969            | live           |
| KCCC02               | Live at Jacksonville       | 26 februari 1972;        | live           |
| KCCC03               | The Beat Club, Bremen      | 17 oktober 1972;         | live           |
| KCCC04               | Live at Cap d'Agde         | 25 augustus 1982;        | live           |
| KCCC05/6             | King Crimson on Broadway   | 20-25 november 1995;     | live           |
| KCCC07               | Live in San Francisco      | 1 november 1998;         | live door P4   |
| KCCC08               | VROOOM sessies             | april/mei 1994;          | studio         |
| KCCC09               | Live in Denver Summit      | 12 maart 1972;           | radio-opnamen  |
| KCCC10               | Live in Central Park       | 1 juli 1974              | live           |
| KCCC11               | Live at Moles Club         | 30 april 1981;           | live           |
| KCCC12               | Live in Hyde Park          | 5 juli 1969;             | live           |
| KCCC13               | Nashville Rehearsals       | mei 1997;                | studio         |
| KCCC14               | Live at Plymouth Guildhall | 11 mei 1971;             | live           |
| KCCC15               | Live in Mainz              | 30 maart 1974;           | live           |
| KCCC16               | Live in Berkeley           | 13 augustus 1982;        | live           |
| KCCC17               | Live in Northampton        | 1 juli 1998              | live door P2;  |
| KCCC18               | Live in Detroit            | 13 december 1971;        | live           |
| KCCC19               | Live in Nashville          | 9/10 november 2001;      | live           |
| KCCC20               | Live at the Zoom Club      | 13 oktober 1972;         | live           |
| KCCC21               | Champaign-Urbana Sessions  | 17-30 januari 1983;      | studio         |
| KCCC22               | Jazz Café Suite            | 1-4 december 1997 ;      | live door P1;  |
| KCCC23               | Live in Orlando            | 27 februari 1972;        | live           |
| KCCC24               | Live in Guildford          | 13 november 1972;        | live           |
| KCCC25               | Live at Fillmore East      | 21/22 november 1969;     | live           |
| KCCC26               | Live in Philadelphia       | 30 juli 1982;            | live           |
| KCCC27               | Live in Austin             | 25 maart 1999            | live door P3;  |
| KCCC28               | Live in Warsaw             | 11 juni 2000;            | live           |
| KCCC29               | Live in Heidelberg         | 29 maart 1974;           | live           |
| KCCC30               | Live in Brighton           | 16 oktober 1971;         | live           |
| KCCC31               | Live at the Wiltern        | 1 juli 1995;             | live           |
| KCCC32               | Live in München            | 29 september 1982;       | live           |
| KCCC33               | Live in Chicago            | 4 juni 1998;             | live door P2;  |
| KCCC34               | Live in Alexandria         | 3 maart 2003             | live door P3;  |
| KCCC35               | Live in Denver Sound Track | 13 maart 1972            | live           |
| KCCC36               | Live in Kassel             | 1 april 1974             | live           |
| KCCC37               | Live at the Pier           | 2 augustus 1982          | live           |
| KCCC38               | Live in Philadelphia, PA   | 26 augustus 1996         | live           |
| KCCC39               | Live in Milan              | 20 juni 2003             | live           |
| KCCC40               | Live in Boston             | 27 maart 1972            | live           |
| KCCC41               | Live in Zurich             | 15 november 1973         | live           |
| KCCC44               | Live in New Haven          | 16 november 2003         | live           |
| KCCC45               | Live in Toronto            | 24 juni 1974             | live           |
| KCCC Special Edition | EleKtriK: Live in Japan    | april 2003 - najaar 2003 | live           |

### Dvd
| Titel          | Studio of live | Opnamedata  | Verschijningsdatum |
| -------------- | -------------- | ----------- | ------------------ |
| Eyes wide open | live           | 2000 - 2003 | juni 2009          |

### NPO Radio 2 Top 2000
| Nummer met noteringen in de NPO Radio 2 Top 2000 | '00 | '01-'13 | '14  | '15  |
| ------------------------------------------------ | --- | ------- | ---- | ---- |
| Starless                                         | 689 | -       | 1975 | 1537 |

1. ↑  Een '-' betekent dat het nummer niet was genoteerd en een vetgedrukt getal geeft de hoogste notering aan.
2. ↑  2000 was het eerste jaar met een notering voor dit nummer.
3. ↑  Deze tabel is bijgewerkt tot en met de laatste editie (2024).